# Huset Welf
Guelf eller Welf er en tysk fyrsteslægt, som i middelalderen i forbund med pavemagten bekæmpede de hohenstaufiske kejsere og deres tilhængere ghibellinerne. Et politisk parti (Welfer, Guelfer) opstod blandt deres støtter i adelen og hos patricierne.  
Slægtens mest berømte medlem var hertug Henrik Løve, en af de mægtigste mænd i Tyskland. Han deltog i erobringen af venderfæstningen Arkona sammen med den danske kong Valdemar I den Store. Fra Henrik Løve nedstammer alle welfer efter 1100-tallet. Henrik mistede en stor del af sine territorier og sin magt. Det betød indskrænket magt for slægten i Tyskland i mange århundreder. Henriks besiddelser blev delt mellem hans mange efterkommere.
En af Welf-linjerne (Huset Hannover) kom til magten i Hannover og blev kurfyrster. Denne såkaldte Hannover-Braunschweig-linje blev i begyndelsen af 1700-tallet konger af Storbritannien på grund af slægtskab med huset Stuart. Den første welferkonge af Storbritannien var George I.
Kong Frederik Vs dronning Juliane Marie var af Welf-slægten.
Heinrich Himmler mente, at han var en reinkarnation af Henrik Løve.[kilde mangler]